# Charles Ashley
Charles Ashley (Londra, 1872 – ...) è stato un regista e attore inglese che lavorò nel cinema muto negli Stati Uniti.
Charles Ashley esordì come regista cinematografico nel 1915 alla Essanay Film Manufacturing Company, una casa di produzione di Chicago, dirigendo il cortometraggio Miss Freckles interpretato da Ruth Stonehouse. Dopo aver lavorato negli Stati Uniti come attore, regista e sceneggiatore - sempre alla Essanay, per la quale diresse quattro pellicole - il suo nome compare nel cast di The Silver Greyhound, un film britannico del 1919 diretto da Bannister Merwin.

## Filmografia

### Regista
- Miss Freckles - cortometraggio (1915)
- The Danger Line - cortometraggio (1916)
- The Face in the Mirror - cortometraggio (1916)
- Not in the News - cortometraggio (1916)

### Attore
- The River of Romance - cortometraggio (1915)
- The Silver Greyhound, regia di Bannister Merwin - cortometraggio (1919)

### Sceneggiatore
- An Old-Fashioned Girl - cortometraggio (1916)
- The Egg - cortometraggio (1916)